# Palatino
A Palatino egy serif betűkép. Hermann Zapf tervezte 1948-ban. Kecses és erős vonalú egyaránt, szinte világviszonylatban csodált betűkép. Talán a legszélesebb körben használt betűkép az összes közül.[forrás?]
A származása az ókorba nyúlik vissza, a Palatinus (olaszul Palatino) Róma hét dombja közül az egyik volt. Az olasz reneszánsz humanista betűképei után volt modellezve, és tükrözi a korabeli széles tollak által hagyott nyomot; ez szinte kézírási kecsességet kölcsönöz neki. Azonban ott, ahol a reneszánsz kori betűk keskenyebbek (kissé elnyúltak), a Palatino valamivel szélesebb, ezért sokkal olvashatóbb.
Az Adobe Sytems és Linotype gyártók eredeti Palatino betűképeket árusítanak; a Palatino Linotype Zapf által hitelesítve van, mint a döntő Palatino. 
A Microsoft is forgalmaz egy hasonló betűképet (Book Antiqua – amit eredetileg a Monotype gyártott), de ez csak egy gyengébb utánzat a Palatino-hoz képest. A Windows 2000 és Windows XP már tartalmazza az eredeti Palatino Linotype-ot is.

## Lásd még
- Betűképek listája

## Külső hivatkozás
- Palatino FAQ.